# Corydon, Kentucky
Corydon är en ort i Henderson County, Kentucky, USA. År 2000 hade orten 744 invånare. Den har enligt United States Census Bureau en area på 1,4 km², allt är land.